# 伊坂青司
伊坂 青司（いさか せいし、1948年6月2日 - ）は、日本の哲学者。神奈川大学名誉教授。専門は、哲学・生命倫理・文化比較論。

## 来歴
三重県鈴鹿市生まれ。1973年東北大学文学部哲学科卒業、1981年東北大学大学院文学研究科哲学専攻博士課程単位取得満期退学、1999年学位論文『ヘーゲルとドイツ・ロマン主義』で東北大学より、博士（文学）の学位を取得。
1984年神奈川大学外国語学部専任講師、1986年同助教授、1993年同教授。2019年退任。神奈川大学名誉教授。日本シェリング協会会長（2012年7月 - 2016年7月）。

## 著作

### 著書
- 『ヘーゲルとドイツ・ロマン主義』 御茶の水書房 2000年
- 『市民のための生命倫理』 御茶の水書房 2001年
- 『新版　市民のための生命倫理』 御茶の水書房 2015年

### 共編著
- 『ドイツ観念論と自然哲学』 松山寿一・長島隆 共編著 創風社 1994年
- 『シェリングとドイツ・ロマン主義』 森淑二 共編著 晃洋書房 1997年
- 『生と死の現在』 竹田純郎 共編著 ナカニシヤ出版 2002年
- 『生命と人生の倫理』 清水哲郎 共編著 放送大学教育振興会 2005年
- 『ドイツ・ロマン主義研究』 原田哲史 共編著 御茶の水書房 2007年

### 訳書
- ヘーゲル『世界史の哲学講義　ベルリン1822／23年』 講談社学術文庫（上下） 2018年

### 共編訳
- 『われわれは「自然」をどう考えてきたか』監訳、どうぶつ社 1998年
- 『シェリング著作集 第3巻　同一哲学と芸術哲学』西村清和共訳、燈影舎 2006年
- 『ハイデガー全集 第42巻　シェリング「人間的自由の本質について」』高山守共訳、創文社 2011年
- 『フィヒテ全集 第5巻』共編訳、晢書房、2014年

### 論文
- 「ヘーゲル歴史哲学の原型と変容―「世界史の哲学」初回講義（1822-23年）を中心に」 『思想』 no.1086 2014年
- 「シェリング芸術哲学における造形芸術―彫刻と絵画の位置づけをめぐって」 『思索』 第47号 2014年
- 「日本神話の多元的構造—『古事記』解読への視座－（上）」『人文研究』 第203号 2021年
- 「日本神話の多元的構造—『古事記』解読への視座－（下）」『人文研究』 第204号 2021年
- 「日本神話の空間と時間—出雲篇」『人文研究』 第206号 2022年
- 『日本神話の空間と時間ー日向篇』『人文研究』 第210号 2023年